# 末松義規
末松 義規（すえまつ よしのり、1956年〈昭和31年〉12月5日 - ）は、日本の政治家、元外交官。立憲民主党所属の衆議院議員（8期）。
復興副大臣・内閣府副大臣（野田第1次改造内閣・野田第2次改造内閣）、内閣総理大臣補佐官（野田内閣・野田第1次改造内閣）、内閣府副大臣（菅直人第1次改造内閣・菅直人第2次改造内閣）、衆議院沖縄及び北方問題に関する特別委員長・東日本大震災復興特別委員長・消費者問題に関する特別委員長・青少年問題に関する特別委員長などを歴任。
祖父は日本統治時代の朝鮮で京畿道知事補佐官を務めた末松武生。外祖父は元南満州鉄道社員。また縁戚に伊藤博文元総理の娘婿である末松謙澄がいる。

## 来歴

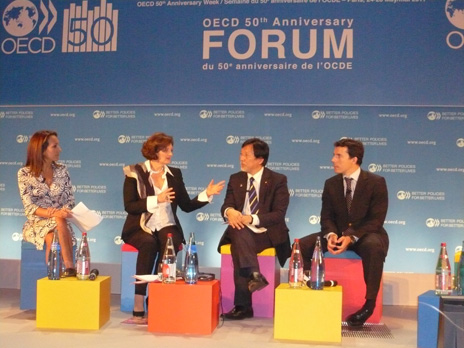
2011年5月24日、OECDフォーラムにてフランス24アンカーパーソンステファニー・アントワーヌ（左端）、シェリー・ブレア財団創設者シェリー・ブレア（左から2人目）、IDEAS財団理事長カルロス・ミュラス・グラナドス（右端）と

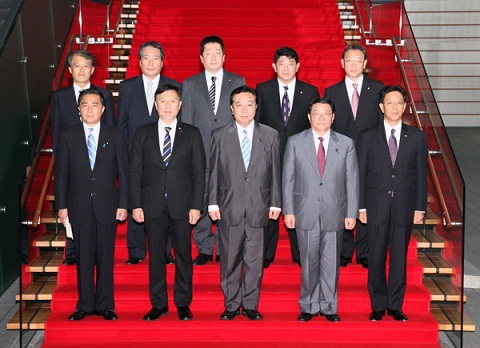
2011年9月5日、野田内閣の内閣総理大臣補佐官辞令交付後の記念撮影にて

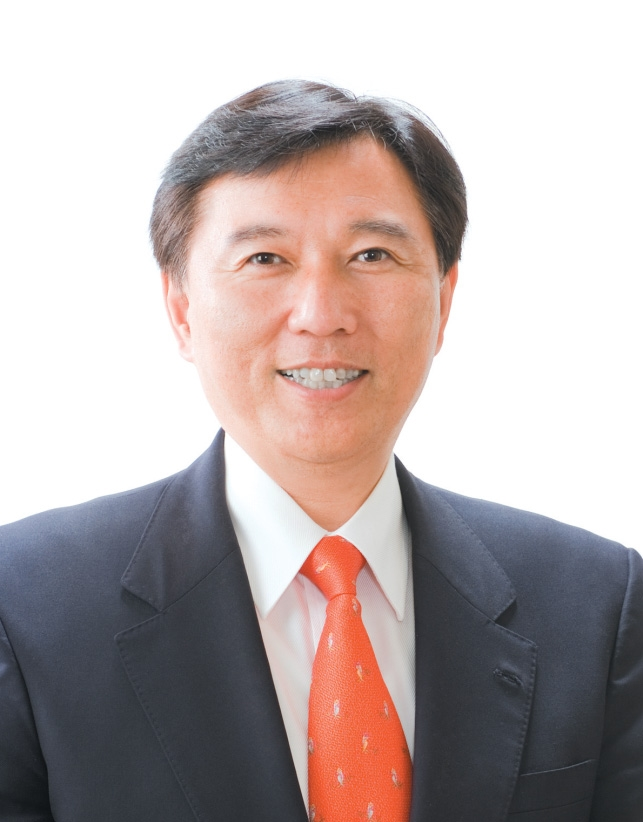
内閣広報室より公表された肖像
（2011年頃 撮影）

福岡県北九州市八幡西区引野生まれ。北九州市立引野小学校、北九州市立引野中学校、福岡県立東筑高等学校を経て、一橋大学商学部卒業。中学校では柔道部、高校ではラグビー部、大学では少林寺拳法部に所属し、少林寺拳法は黒帯。大学在学中は法学部の皆川洸ゼミ（国際法）に所属していた。
1980年、外務省に入省。同期に石井正文、片上慶一、越川和彦、井出敬二、須永和男、小原雅博、高橋礼一郎、山田文比古、山崎純、水谷章らがいる。大学では中国語を学んでいたが、アラビア語研修を命じられた。おりしもイラン・イラク戦争が勃発し、担当課に配属された。その後、シリア・エジプトでの語学研修を経て、プリンストン大学中東学部大学院修士課程に留学し、1986年に修了した。その後、在イラク日本国大使館二等書記官。帰国後の1986年、資源エネルギー庁石油部計画課に出向。1990年、外務省中近東アフリカ局中近東第二課に配属された直後、湾岸戦争が勃発した。
1994年、政治家を志し、外務省を退官した。同年、調布市長選挙に無所属で立候補したが、現職の吉尾勝征に敗れた。
その後、旧東京7区選出の菅直人から後継指名を受け、1996年の第41回衆議院議員総選挙に東京19区（旧7区は18区・19区に分割され、菅は18区から出馬した）から旧民主党公認で出馬し、新進党前職の渡辺浩一郎らを破り、初当選した。
2000年の第42回衆議院議員総選挙、2003年の第43回衆議院議員総選挙では、東京19区で再選。
2005年9月11日の第44回衆議院議員総選挙では、東京19区で自由民主党新人の松本洋平に敗れたが、重複立候補していた比例東京ブロックで復活し、4選。同年9月12日、民主党代表の岡田克也が、総選挙大敗の責任をとり辞任を表明。岡田の辞任に伴う代表選挙（9月17日実施）では菅直人の推薦人に名を連ねた。
2006年3月31日、民主党代表の前原誠司が、堀江メール問題の責任をとり辞任を表明。前原の辞任に伴う代表選挙（4月7日実施）では菅直人の推薦人に名を連ねた。
2008年、衆議院青少年問題に関する特別委員長に就任。
2009年の第45回衆議院議員総選挙では、東京19区で前回敗れた自民党の松本を比例復活すら許さない大差で破り、5選。同年、衆議院消費者問題に関する特別委員長に就任。
2010年、菅直人第1次改造内閣で内閣府副大臣（消費者問題・沖縄政策・北方領土対策、海洋政策、食品安全、少子化対策、男女共同参画、ワーク・ライフ・バランス推進、自殺対策、共生社会政策）に任命され、菅直人第2次改造内閣まで務める。
内閣府副大臣在任中の2011年3月11日、東日本大震災が発生し、6月27日より東日本大震災復興対策本部宮城現地対策本部長。同年8月26日、菅直人首相が民主党代表辞任を正式に表明。菅の辞任に伴う代表選挙（8月29日実施）では鹿野道彦の推薦人に名を連ねた。同年9月、野田内閣発足に際し、内閣総理大臣補佐官（東日本大震災復興対策担当）に起用され、10月からは復興担当に加え、少子化対策及び自殺対策も担当。野田第1次改造内閣でも留任した。
2012年2月10日、復興庁の発足により首相補佐官を退任し、内閣府副大臣及び初代復興副大臣に任命され、野田第2次改造内閣でも留任。10月、野田第3次改造内閣の発足に伴い内閣府副大臣、復興副大臣を退任し、衆議院東日本大震災復興特別委員長に就任。12月の第46回衆議院議員総選挙では、東京19区で自民党元職の松本洋平に敗れ、比例復活もできず落選した。
2014年の第47回衆議院議員総選挙にも民主党公認で東京19区から出馬したが、自民党前職の松本に敗れ落選した。
2016年3月27日、民進党が設立。末松は同党に所属する。
2017年9月28日、民進党の前原誠司代表が、民進党を事実上解党し、希望の党に合流する方針を表明。それに先立ち、末松は9月25日に民進党に離党届を提出した。10月2日、枝野幸男は新党「立憲民主党」を結党すると表明。10月3日、希望の党は衆院選の第1次公認192人を発表。同党が東京19区に女子美術大学短大部非常勤講師の佐々木里加を擁立したことが明らかとなった。末松は立憲民主党に入党し、10月6日、同党から東京19区で公認を受けた。10月22日、衆院選執行。選挙戦では「誠実なリベラルの復活」を掲げ、選挙区では自民党前職の松本に敗れたが、重複立候補していた比例東京ブロックで復活し、5年ぶりに国政に復帰した。
2018年10月24日、衆議院沖縄及び北方問題に関する特別委員会の委員長に選出された。
2020年9月15日、旧立憲民主党と旧国民民主党は、2つの無所属グループを加えた形で新「立憲民主党」を結成。末松も新党に参加。
2021年の第49回衆議院議員総選挙で前回敗北した松本に競り勝ち7選（松本は比例復活で当選）。
2024年の第50回衆議院議員総選挙で再び松本に競り勝ち8選（松本は比例復活で当選）。

## 政策・主張・発言・批判

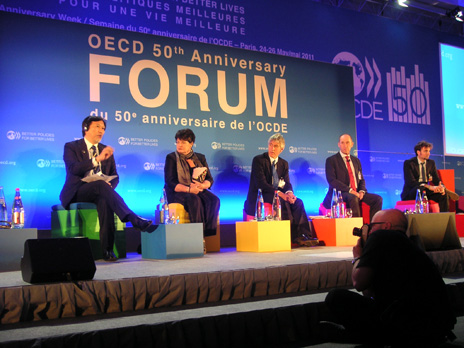
2011年5月24日、OECDフォーラムにて国際労働組合総連合シャラン・バロウ（左から2人目）、経済平和研究所創設者スティーブ・キルリー（右から2人目）らと

### 安全保障
- 日本国憲法第9条の改正に反対[30]。外交官時代に直面したイラン・イラク戦争を契機に、護憲に転じた[4]。「元外交官として、戦争が想像を絶するものだと知っている。安保法廃止を訴えていく」としている[31]。
- 憲法への緊急事態条項の創設に反対[30]。
- 安全保障関連法は「廃止すべき」としている[30]。
- 日本の核武装について「将来にわたって検討すべきでない」としており、非核三原則の「持ち込ませず」の部分の見直しについても「議論する必要はない」としている[30]。
- 日本の国防について、将来的に高度電磁波バリア、高度レーザー、サイバー高度技術などを用いて攻撃国の中枢機能・兵器体系を無力化することで、日本本土を防衛することを提案しており、日本をレーザー防衛する構想（エア・ボーン・レーザー）の研究開発を行うよう、国会質疑で石破茂防衛庁長官（当時）に要請した[32]。

### 経済・税制
- 立憲民主党内の消費税0%実施要求派であり、江田憲司とは別の立憲民主党内の消費税減税派グループを率いている人物である[33] [34]。2025年4月に同党創設者である枝野幸男は消費税減税派に対して「参院選目当ての無責任なポピュリストだ」「減税ポピュリズムに走りたいなら別の党をつくるべきだ」と批判し、立憲民主党内の消費税減税派には自党を出ていくように述べた[35][36][37]。
- 防災等の大規模公共事業[33]。
- 最低賃金1500円を政府負担で実現[33]。
- 農業分野を中心とした雇用拡大[33]。
- アベノミクスを評価しない[30]。
- 高収入の一部専門職を労働時間規制から外す「高度プロフェッショナル制度」の創設に反対[30]。
- 原子力発電は日本に「必要ない」としている[30]。
- カジノの解禁に反対[30]。

### 内政
- 国旗及び国歌に関する法律の採決でに反対票を投じた[38]。
- 参議院議員通常選挙で隣接する県を一つの選挙区にする「合区」をなくすための憲法改正に反対[30]。
- 女性宮家の創設に賛成[30]。

#### 被災地視察珍道中発言
- 2007年7月18日、新潟中越沖地震に自党の民主党議員らによる被災地視察を自身のブログで報告した際、渡部恒三を水戸光圀、古賀一成を佐々木助三郎、自身を渥美格之進になぞらえて、「黄門様の珍道中」と表現した。その後、「被災されて困ってらっしゃる方々のいる地へ『珍道中』ですか？」「珍道中？被災者を馬鹿にしているとしか思えませんね」などと表現の軽率さを批判する意見が殺到したことで、「私の不用意な表現のために、不愉快なお気持ちをもたれた皆様並びに被災地の皆様に、改めて心からお詫び申し上げます」などと謝罪する文章をブログに掲載した[39]。

### 外交・国際関係
韓国関連・韓国の歴史認識への連帯
2004年12月12日、民主党内で日韓からアジアの新機軸を考える会を発足させ、会長に就任し、副会長には帰化した在日韓国人である白眞勲議員が就任した。12月18日には、ソウル市で日韓両国の議員や専門家による「アジア平和連帯」の創立式に参加した後、西大門刑務所で参拝・献花を行った更に、刑務所施設を見学して「胸が締め付けられる思いだ」と述べた。
在日韓国人団体支援・外国人地方参政権賛成派
外国人地方参政権の付与に積極的賛成派議員である。2017年に参政権反対が希望の党への公認条件と知り、そのために同党入りを断念した。
2008年5月30日、在日本大韓民国民団栃木県本部（金一雄団長）及び栃木韓国商工会議所（陳賢徳会長）との会合に白眞勲参議院議員とともに出席し、当時の民主党代表だった小沢一郎の下、諮問機関として「永住外国人の地方選挙権検討委員会」（渡部恒三委員長）が設置されたことを報告したうえで「住民の声を政治に反映させるのが政治家の務め。皆さんの参政権獲得の思いを、これまで以上に政治家の出身選挙区でぶつけることが獲得への近道だ」と述べ、外国人地方参政権の慎重派・反対派が提案する「帰化推進」策については「参政権と同列に扱う問題ではない」「帰化しない者に対する新たな差別が起きる。帰化するかしないかを踏み絵にすべきではない」と牽制した。
また、2009年11月26日には永田町の衆議院第1議員会館で開催された、在日本大韓民国青年会や在日本大韓民国民団が主催する「永住外国人の地方参政権法案の早期立法化を求める11・26緊急院内集会」に参加し、在日外国人の参政権法案を早期に成立させる決意を表明した。この集会には末松の他、手塚仁雄、小川敏夫、渡辺浩一郎、初鹿明博、白眞勲（民主党）、近藤正道（社会民主党）、鰐淵洋子、魚住裕一郎（公明党）、笠井亮（日本共産党）が参加した。
ロシア関連
北方領土問題
2010年11月11日、テレビ番組に現職の内閣府副大臣として出演した際、この前日に北方領土の元島民らと懇談し、北方領土問題の早期解決を求められると「地元の声を外交当局や官邸に伝えたい」と表明していたが、「2008年にロシアが中国と正式画定させた国境交渉では、お互いに痛み分けで半分ずつにしている」「4島返還はロシア側にとって完璧な負け」としたうえで「今やれば（日本が求める）4島全部は取れない。タイミングをずっと延ばして一世代待ち、日本側が有利なタイミングを見るしかない」と述べた。この発言について根室市議会から抗議を受け、「ウィン・ウィン（双方が勝者になる形）の関係による合意」やパレスチナ問題を例に挙げ「日本人みたいに性急ではなく、孫の代も考えてやっている」と釈明したが、市議会は「（北方領土は）ロシアの不当な占拠であり、ウィン・ウィンを前提とするのはやめてほしい」「パレスチナ問題とは状況が違う」と反論され、この一連のやり取りについて比例北海道ブロック選出の浅野貴博衆議院議員（新党大地）は質問主意書を用いて末松の発言を批判した。

#### ウクライナ大統領に対する侮辱と批判
- 2022年2月26日、2月24日開始されたロシアによるウクライナ侵攻について、自身のTwitterアカウントで元外務省国際情報局長の孫崎享の「ウクライナ国民の大誤算はアメリカが軍事的に助けてくれると信じ込まされたこと。信じた事。そしてロシアに喧嘩腰でもいいと思ったこと。軍事的な助けになんか来やしません」というツイートをスクリーンショット引用しながら、ウクライナ大統領であるウォロディミル・ゼレンスキーに対し「ゼレンスキー大統領のケースは、人気者だし魅力もある方ですが、ロシアという獰猛な国家から国を常に防衛せざるを得ない立場を考えると、『(ゼレンスキーの)若さ』が『馬鹿さ』となったようにも感じます。しかし、当然ながら、最大の憤りを感じるのは、ウクライナ侵略をしたロシアのプーチン大統領の方ですが!!　」と投稿を行った[47]。後に、批判を受けると、末松は投稿を削除した[48]。

#### 台湾に関する国会発言と批判
- 2022年11月29日の衆議院予算委員会において台湾問題について「台湾が独立するというような動き、これは封じて行かなければならない」と主張した。更には岸田首相に対し、「台湾の独立は支持しない、と総理の口からはっきりおっしゃっていただきたい」と中国に沿った要求をした。そのため、末松の国会での言動に対し在日台湾人団体である全日本台湾連合会（全台連）は12月5日に公式SNSにて「これら一連の発言は正に台湾に対する著しい内政干渉で、台湾人の人権や国民感情を蹂躙するものだ」と抗議声明を投稿し、強く批判た。[49]

## 国政選挙歴
| 当落 | 選挙                   | 執行日         | 年齢 | 選挙区       | 政党         | 得票数     | 得票率 | 定数 | 得票順位 /候補者数 | 政党内比例順位 /政党当選者数 |
| ---- | ---------------------- | -------------- | ---- | ------------ | ------------ | ---------- | ------ | ---- | ------------------ | ---------------------------- |
| 当   | 第41回衆議院議員総選挙 | 1996年10月20日 | 39   | 東京都第19区 | 旧民主党     | 7万6599票  | 32.52% | 1    | 1/6                | /                            |
| 当   | 第42回衆議院議員総選挙 | 2000年06月25日 | 43   | 東京都第19区 | 民主党       | 11万8852票 | 45.41% | 1    | 1/4                | /                            |
| 当   | 第43回衆議院議員総選挙 | 2003年11月09日 | 46   | 東京都第19区 | 民主党       | 13万6082票 | 52.94% | 1    | 1/4                | /                            |
| 比当 | 第44回衆議院議員総選挙 | 2005年09月11日 | 48   | 東京都第19区 | 民主党       | 13万3180票 | 44.45% | 1    | 2/3                | 1/6                          |
| 当   | 第45回衆議院議員総選挙 | 2009年08月30日 | 52   | 東京都第19区 | 民主党       | 17万437票  | 55.04% | 1    | 1/5                | /                            |
| 落   | 第46回衆議院議員総選挙 | 2012年12月16日 | 56   | 東京都第19区 | 民主党       | 8万1490票  | 27.64% | 1    | 2/5                | /                            |
| 落   | 第47回衆議院議員総選挙 | 2014年12月14日 | 58   | 東京都第19区 | 民主党       | 8万7584票  | 33.34% | 1    | 2/4                | /                            |
| 比当 | 第48回衆議院議員総選挙 | 2017年10月22日 | 60   | 東京都第19区 | 旧立憲民主党 | 9万540票   | 38.71% | 1    | 2/4                | 2/4                          |
| 当   | 第49回衆議院議員総選挙 | 2021年10月31日 | 64   | 東京都第19区 | 立憲民主党   | 11万1267票 | 43.03% | 1    | 1/3                | /                            |
| 当   | 第50回衆議院議員総選挙 | 2024年10月27日 | 67   | 東京都第19区 | 立憲民主党   | 7万6899票  | 39.43% | 1    | 1/4                | /                            |

## 支持団体
- JR総連から組織推薦候補として支援を受けており[50]、JR総連推薦議員懇談会の事務局共同代表を務めている[51]。

## 所属団体・議員連盟
- 日本国際フォーラム（政策委員）
- 日本の未来を創る勉強会（世話人）
- ミャンマーの民主化を支援する国会議員連盟（元会長）[52]
- コロナと闘う病院を支援する超党派議員連盟（副会長）[53][54]
- 子どもの未来を考える議員連盟
- 国立追悼施設を考える会
- マンガ・アニメ・ゲームに関する議員連盟
- 在日韓国人をはじめとする永住外国人住民の法的地位向上を推進する議員連盟
- 立憲民主党UR住宅居住者を支援する議員連盟（会長）[55]
- 日韓からアジアの新機軸を考える会（会長）
- 日米議員会議[56]
- 日本イラク友好議員連盟
- ラグビーワールドカップ2019日本大会成功議員連盟[57]
- 人権外交を超党派で考える議員連盟 [58]

## 著作
- 単著
  - ボクが外交官を棄てた理由（1994年、KKベストセラーズ）ISBN 978-4584191163
  - 内閣府、総理官邸にいたからこそ書ける いま、日本にある危機と希望（2012年、ワニブックス）ISBN 978-4847091131

- 共著
  - 図解・最新解説 政治のしくみ（1994年、明日香出版社、樋口美智子・田中清行との共著）ISBN 978-4870307094
  - 生物多様性基本法（2008年、ぎょうせい、谷津義男・北川知克・盛山正仁・田島一成・村井宗明・江田康幸との共著）ISBN 978-4324085851

## 同期入省
- 石井正文（17年インドネシア大使・13年国際法局長）
- 大村昌弘（17年フィジー大使）
- 川村裕（20年ノルウェー大使・18沖縄大使・14年コートジボワール大使）
- 越川和彦（16年JICA副理事長・14年スペイン大使・12年官房長）
- 鈴鹿光次（16年アフガニスタン大使）
- 鈴木康久（18年ニカラグア大使・16年レオン総領事）
- 山田文比古（08年東京外国語大学教授）
- 片上慶一（17年イタリア大使・16年外務審議官（経済担当））
- 北野充（14年ウィーン代表部大使・12年軍縮不拡散・科学部長・19年アイルランド大使）
- 石川和秀（14年フィリピン大使・12年南部アジア部長）
- 藤原聖也（14年アルジェリア大使）
- 山崎純（18年シンガポール大使・15年スウェーデン大使・14年儀典長）
- 渡邉正人（17年ブルガリア大使・15年バングラデシュ大使）
- 堀之内秀久（19年オランダ大使・16年カンボジア大使・14年ロサンゼルス総領事）
- 野田仁（18年ルーマニア大使・15年エクアドル大使）
- 髙橋礼一郎（18年オーストラリア大使・15年ニューヨーク総領事・11年アフガニスタン大使）
- 葉室和親（12年トンガ大使）
- 井出敬二（17年北極担当大使・13年クロアチア大使）
- 小原雅博（15年東京大学法学部教授・13年上海総領事）
- 須永和男（19年カタール大使・16年ASEAN大使）
- 姫野勉（17年ガーナ大使）
- 平石好伸（17年チリ大使・14年ジンバブエ大使）
- 水谷章（19年オーストリア大使・17年立命館アジア太平洋大学教授）
- 齊藤貢（18年イラン大使・15年オマーン大使）